# Bombus rupestris
Espèce
Bombus rupestris, le psithyre des rochers, est une espèce d'insectes hyménoptères de la famille des Apidae, du genre Bombus, du sous-genre Psithyrus.
C'est un bourdon " coucou " qui parasite Bombus lapidarius, les femelles des deux espèces se ressemblent.